# Melanorectes nigrescens
El pitohuí negro (Melanorectes nigrescens) es una especie de ave paseriforme de la familia Pachycephalidae endémica de las cordilleras de Nueva Guinea.
Su hábitat natural son los bosques tropicales de montaña.

## Taxonomía
Hasta 2013 esta especie estuvo incluida en el género Pitohui pero características propias de este ave llevaron a su reclasificación en el género monotípico Melanorectes. Se reconocen seis subespecies:
- M. n. buergersi (Stresemann, 1922) - montañas Sepik, Hindenburg y Hagen, en la zona oriental de la isla.
- M. n. harterti (Reichenow, 1911) - montañas Saruwaged en la península de Huon en la parte nororiental de Nueva Guinea.
- M. n. meeki (Rothschild & Hartert, 1913) - montañas Weyland, Nassau y Snow en el centro de la isla.
- M. n. nigrescens (Schlegel, 1871) - montañas Arfak y Tamrau en la zona noroccidental.
- M. n. schistaceus (Reichenow, 1900) - cadenas montañosas del sureste de Nueva Guinea.
- M. n. wandamensis (Hartert, 1930) - península Wandammen en el oeste de la isla.

## Descripción
Mide unos 23 cm de longitud y alcanza los 86 g de peso. La especie presenta un fuerte dimorfismo sexual: el plumaje completo de los machos es de un negro mate con la corona y los laterales de la cabeza ligeramente más oscuros; mientas que las hembras tienen la parte dorsal del cuerpo de tono castaño claro o verdoso y las partes inferiores de color castaño rojizo, la corona es de color gris ceniza. Las diferencias entre las distintas subespecies se constata en la variación de color del plumaje de las hembras. Tienen los ojos de color marrón oscuro y el pico y las patas son negros.

## Distribución y hábitat
El pitohuí negro se encuentra únicamente en la isla de Nueva Guinea donde ocupa zonas montañosas hasta 2000 m s. n. m. Su hábitat natural lo componen los bosques tropicales montanos que cubren gran parte de las cordilleras de la isla.

## Comportamiento
Es una especie sedentaria que solo realiza pequeños movimientos locales. Se alimenta principalmente de insectos y frutas, a veces de semillas. Consume unos escarabajos del género Choresine del que obtienen unas batracotoxinas (que también se encuentra en las ranas venenosas del género Phyllobates) que hace que sus plumas y piel contengan unos poderosos alcaloides neurotóxicos que protegen a los pitohuis de ectoparásitos, serpientes, rapaces y del ser humano.
Se conoce poco de sus hábitos reproductivos. Existen registros de cría en septiembre, noviembre y diciembre. En la copa de los árboles construyen el nido que tiene forma de copa y está realizado con hojas de helecho, ramitas y raíces. Pone 1 - 2 huevos.

## Conservación
Está catalogado por la UICN como especie de preocupación menor debido a la amplitud de su área de distribución y a que las poblaciones parecen permanecer estables. A pesar de esto, no es un ave común en su rango y la destrucción y tala de su hábitat natural ponen en riesgo su supervivencia. 